# (55743) 1990 RF6
(55743) 1990 RF6 là một tiểu hành tinh vành đai chính. Nó được phát hiện bởi Henri Debehogne ở Đài thiên văn La Silla ở Chile ngày 9 tháng 9 năm 1990.